# برستوو، دسپوتوواتس
برستوو (صربی: Brestovo}} یک منطقهٔ مسکونی در صربستان است که در Despotovac واقع شده‌است.